# Pacs (família)
La família Pacs (en la documentació històrica, majoritàriament escrit Pachs, i també Pax com a forma llatinitzada) va ser una família d'origen català arribada a l'illa de Mallorca a partir de la Conquesta el 1229.

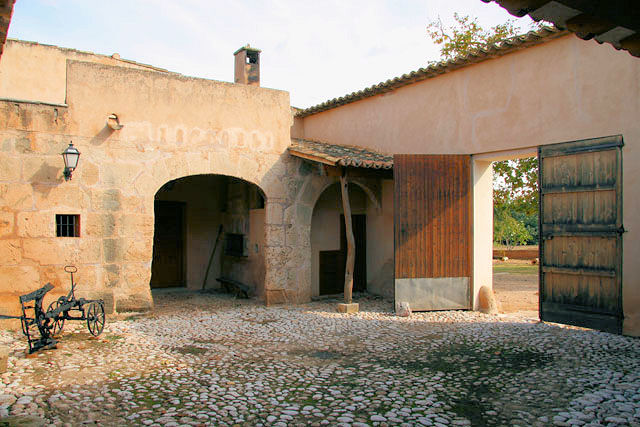
Son Pacs (Palma), vora la carretera de Sóller

Aquesta família fou prou destacada en la vida política econòmica, cultural i social de la Mallorca medieval dels segles xiv, xv i xvi sempre, al servei de la monarquia. Diversos personatges d'aquesta família ocuparen càrrecs polítics, i en el segle xiv alguns Pacs ocuparen el càrrec de jurat de la ciutat de Mallorca. D'aquesta família en sortiren diferents branques familiars. En el segle xv tenien el sepulcre en una capella del convent de Sant Francesc de Palma.
La primera notícia sobre la família és la de Joan de Pacs que en el repartiment de l'illa rebé l'alqueria Alboge en el districte de Bullansa, l'actual Pollença.

## Membres destacats
- Nicolau de Pacs, lul·lista.
- Bernat de Pacs, Senyor de la baronia lo Barceló a Felanitx.
- Nicolau de Pacs, Síndic anomenat per la Ciutat de Mallorca per mostra la fidelitat davant el rei Joan II.
- Hug de Pax, senyor jurisdiccional de la Baronia de Bunyolí, Jurat de la Ciutat i Regne de Mallorca els anys 1421, 1428 i 1433, per l'estament militar l'any 1463 al front de 400 soldats de Mallorca passaren a l'illa de Menorca amb el seu germà Miquel amb l'armada de Francesc Burguès i Galiana per a sufocar als rebels que s'aixecaren en contra del rei Joan II.[2]
- Hug de Pax, va assistir a la conquesta de Granada, acompanyà a Ferran el catòlic a Nàpols l'any 1505, se li encarregà la defensa de l'illa de Mallorca l'any 1512,fou alcaid del castell de Bellver i capità de la vila d'Alcúdia.
- Pere de Pacs, Capità de la Ciutat d'Alcúdia a mitjan segle xvi. Al capdavant de la resistència reial en temps de les Germanies.[3]
- Hug de Pacs, fill de l'anterior, successor en el càrrec de Capità de la Ciutat d'Alcúdia.
- Agnès de Pacs i de Quint (segle XV-1485), mecenes.

## Altres membres
Una branca de la família foren els denominats Pacs de Conilleres, com Bartomeu de Pacs, cònsol de Casellans, napolitans i niçards, càrrecs confirmats per Ferran el Catòlic en els anys 1490 i 1501.
- Nicolau de Pacs fou virrei interí del regne de Mallorca substituint en el càrrec l'any 1572 a Joan d'Urries.[5]
- Miquel de Pacs fou també virrei interí de Mallorca a finals de l'any 1582.[6]